# Colobothea assimilis
Colobothea assimilis là một loài bọ cánh cứng trong họ Cerambycidae.